# Дрвар Село
Дрвар Село је насељено мјесто у Босни и Херцеговини, у општини Дрвар, које административно припада Федерацији Босне и Херцеговине. Према попису становништва из 2013. у насељу је живио 531 становник.

## Становништво
|             | 2013.        | 1991.        | 1981.        | 1971.        |
| Укупно      | 490 (100,0%) | 844 (100,0%) | 772 (100,0%) | 738 (100,0%) |
| Срби        | 473 (96,53%) | 820 (97,16%) | 561 (72,67%) | 728 (98,64%) |
| Хрвати      | 12 (2,449%)  | 2 (0,237%)   | 3 (0,389%)   | 7 (0,949%)   |
| Остали      | 2 (0,408%)   | 5 (0,592%)   | 1 (0,130%)   | 3 (0,407%)   |
| Југословени | 1 (0,204%)   | 17 (2,014%)  | 205 (26,55%) | –            |
| Словенци    | 1 (0,204%)   | –            | 1 (0,130%)   | –            |
| Муслимани   | 1 (0,204%)   | –            | –            | –            |
| Бошњаци     | –            | –            | 1 (0,130%)1  | –            |

1. 1 На пописима од 1971. до 1991. Бошњаци су пописивани углавном као Муслимани.